# Грабовица (Власеница)
Грабовица (серб. Грабовица / Grabovica) — село в общине Власеница Республики Сербской Боснии и Герцеговины. Население составляет 380 человек по переписи 2013 года.